# Osiedle Zgody
Osiedle Zgody (do roku 1958 osiedle C-32) – osiedle Krakowa wchodzące w skład Dzielnicy XVIII Nowa Huta, niestanowiące jednostki pomocniczej niższego rzędu w ramach dzielnicy.
Otaczają je następujące osiedla:
- od północy – os. Urocze i ul. Rydza-Śmigłego
- od zachodu – os. Teatralne i ul. Ludźmierska
- od wschodu – os. Szklane Domy i aleja Róż
- od południa – os. Centrum C i os. Handlowe al. Przyjaźni oraz ul. Andersa

Na osiedlu znajduje się piętnaście budynków.
W blokach, które znajdują się na obrzeżach osiedla, znajdują się różnego rodzaju sklepy. I tak możemy wyróżnić sklep papierniczo-biurowy, dywanowy, kosmetyczny, zoologiczny, fryzjera, masarnie, sklep odzieżowy, spożywczy. Na zewnątrz osiedla, od strony wschodniej jest umiejscowiony duży sklep z artykułami dziecięcymi. Wewnątrz osiedla, wśród budynków znajdują się place zabaw dla dzieci oraz 3 boiska, park i nieczynna obecnie fontanna.
Pośrodku osiedla znajduje się budynek dawnej Komendy Dzielnicowej MO w Nowej Hucie, obecnie mieści się w nim Komisariat Policji VIII-Kraków Nowa Huta oraz Wydział Postępowań Administracyjnych Komendy Wojewódzkiej Policji.
Od strony zachodniej znajduje się budynek Państwowej Straży Pożarnej a w nim remiza straży oraz Szkoła Aspirantów PSP. Obok znajduje się budynek dawnej nowohuckej Dzielnicowej Rady Narodowej obecnie mieszczący biura Urzędu Miasta Krakowa.
Po wschodniej stronie osiedla, w bloku powszechnie zwanym Świat Dziecka od istniejącego w nim kiedyś sklepu z artykułami dziecięcymi oraz znajdującego się nad wejściem neonu, znajdują się dwie filie (nr 4 i nr 5) Nowohuckiej Biblioteki Publicznej. Na osiedlu ma siedzibę amatorski klub piłkarski OKS Zgodzianka.

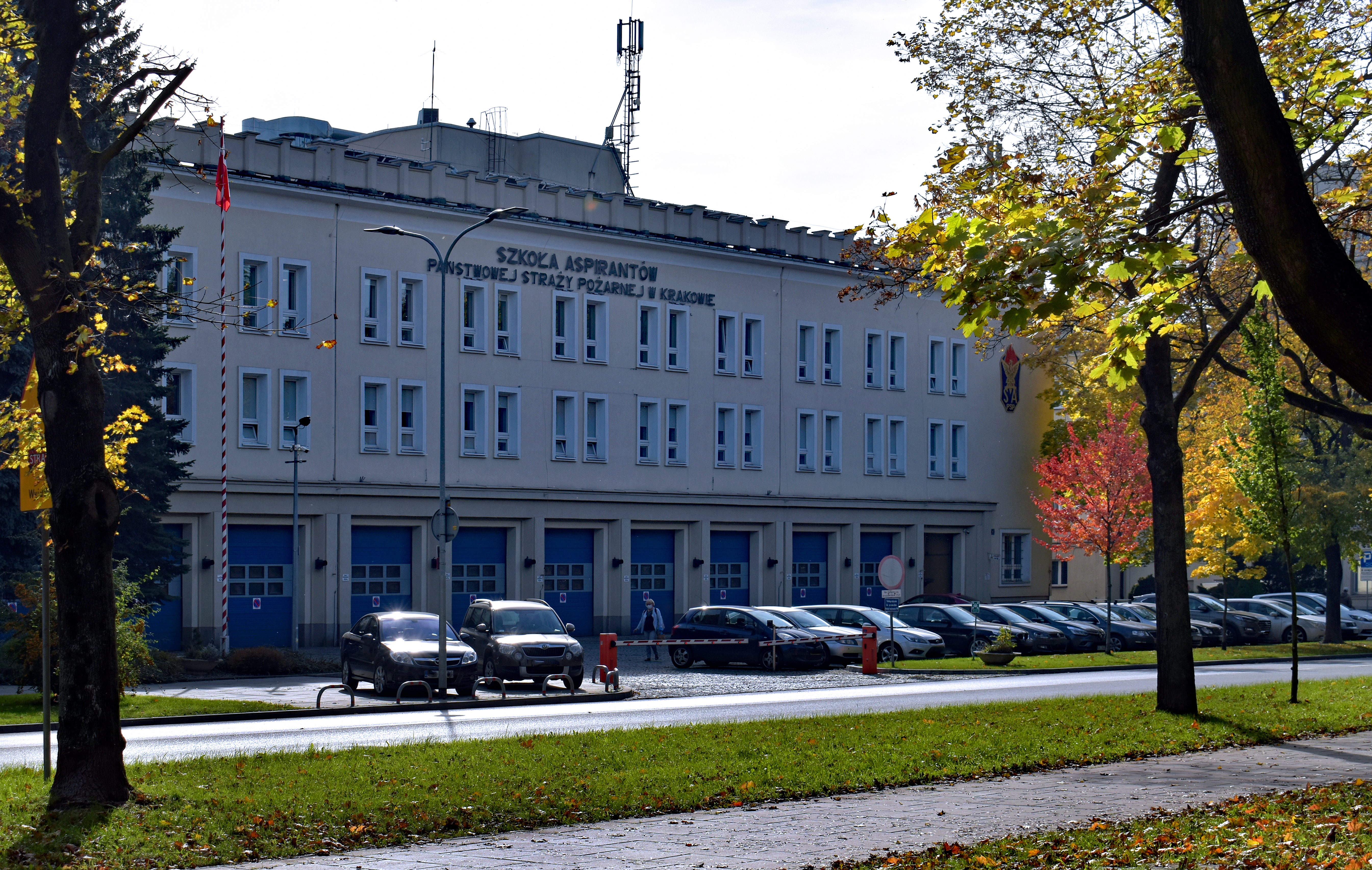
os. Zgody 18 Remiza straży pożarnej Jednostka Ratowniczo-Gaśnicza Szkoły Aspirantów PSP
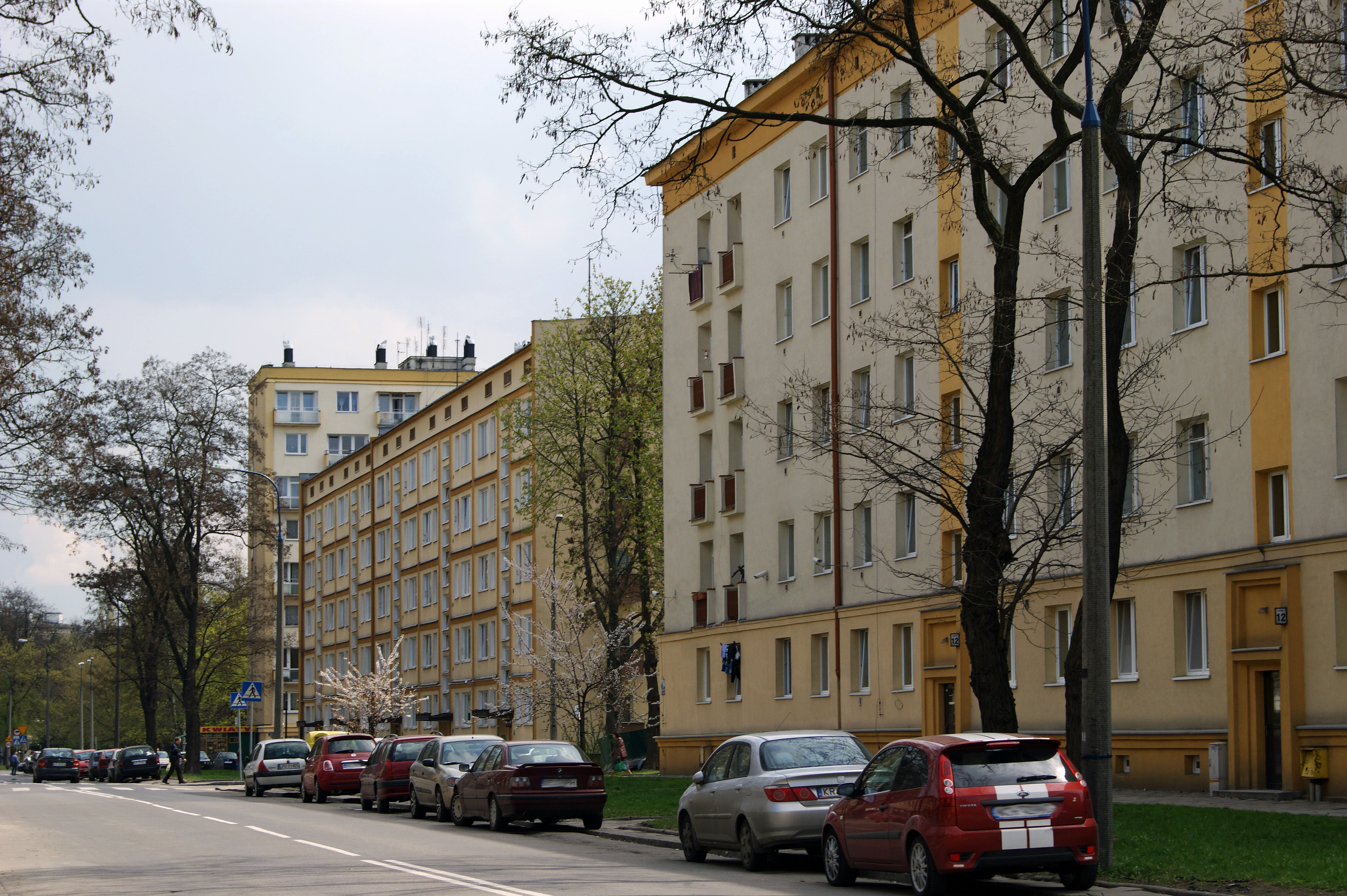
Widok od północy
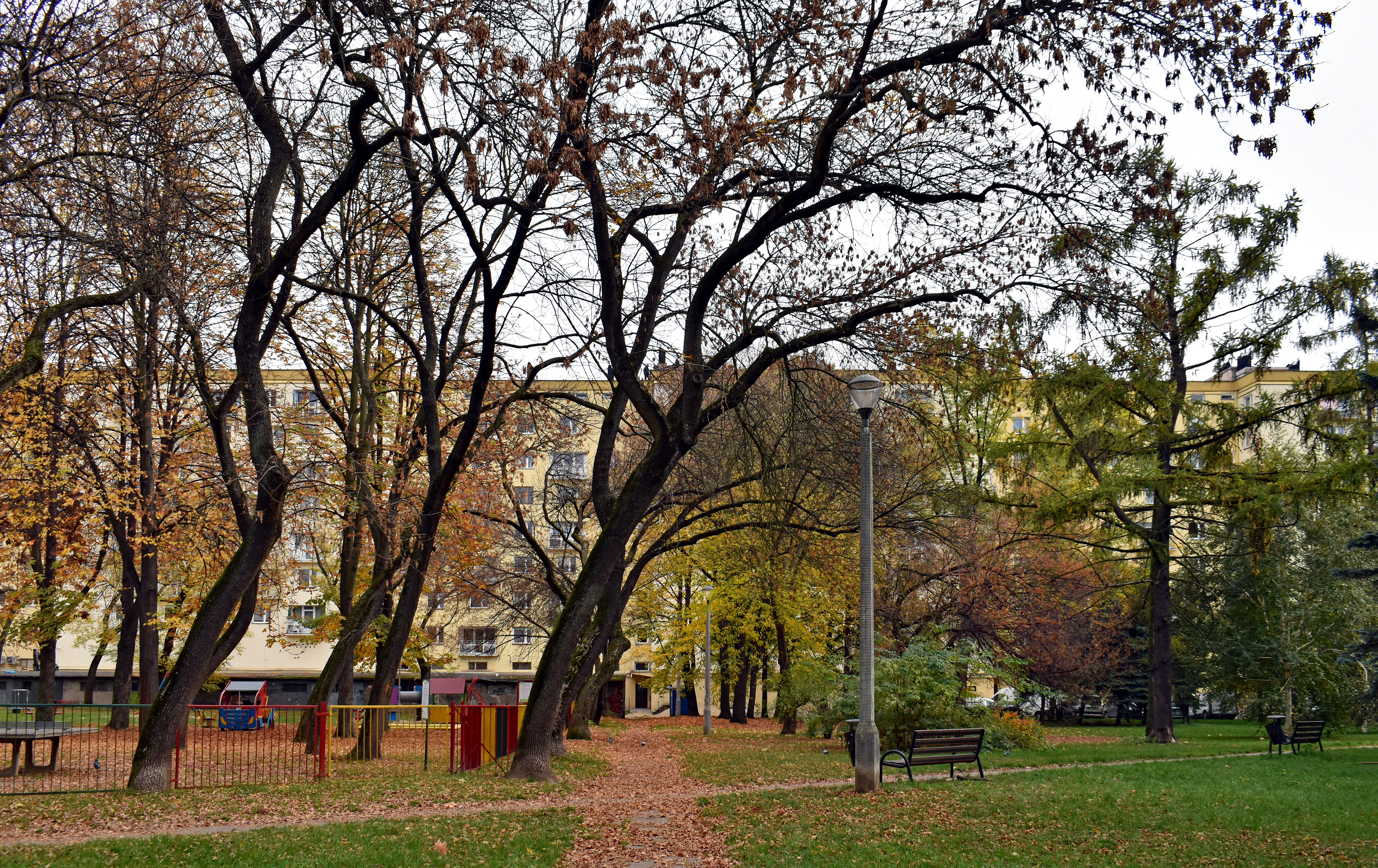
Park osiedlowy w miejscu gdzie miał stanąć nowohucki ratusz
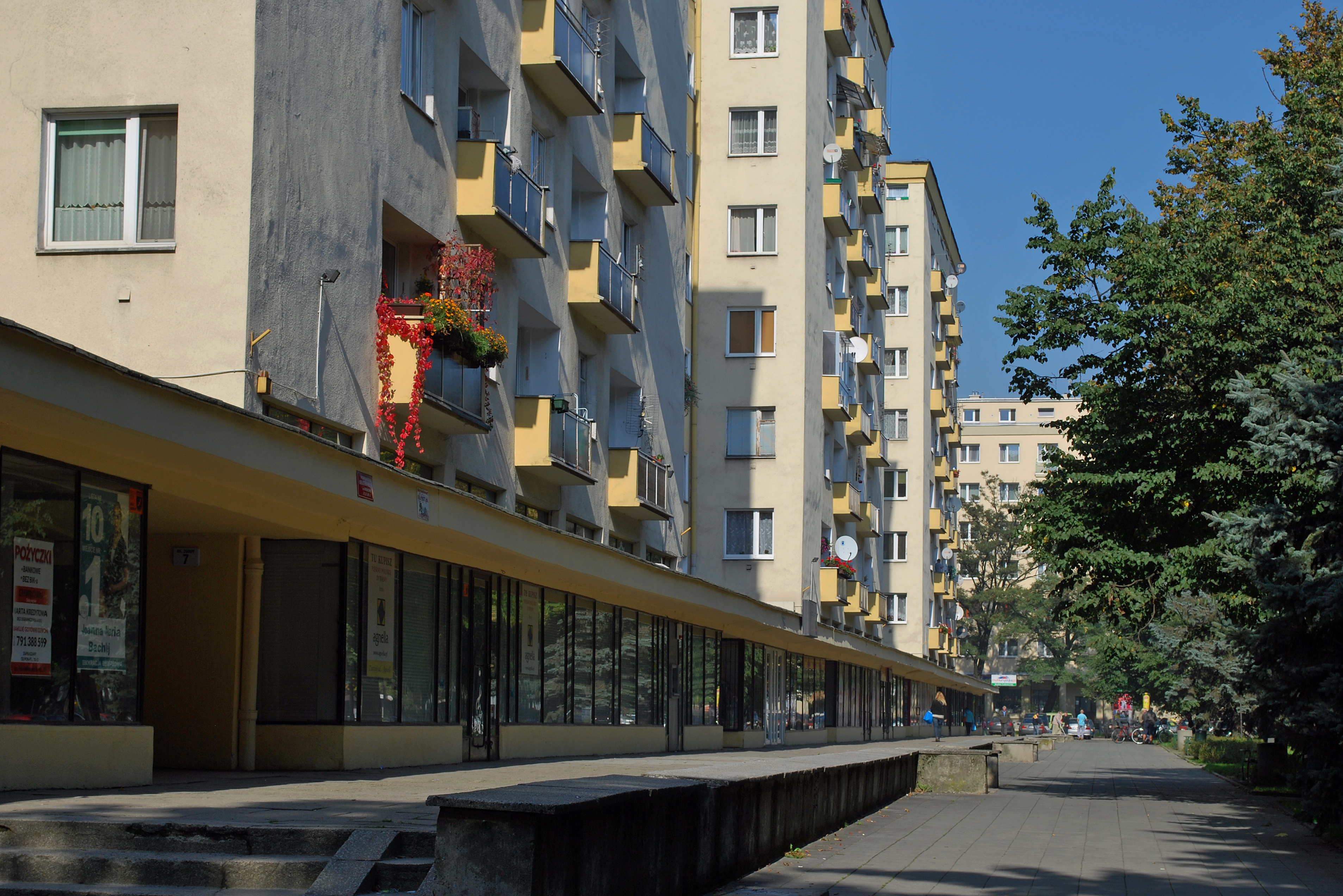
os. Zgody 7 Blok zwany „Światem Dziecka”
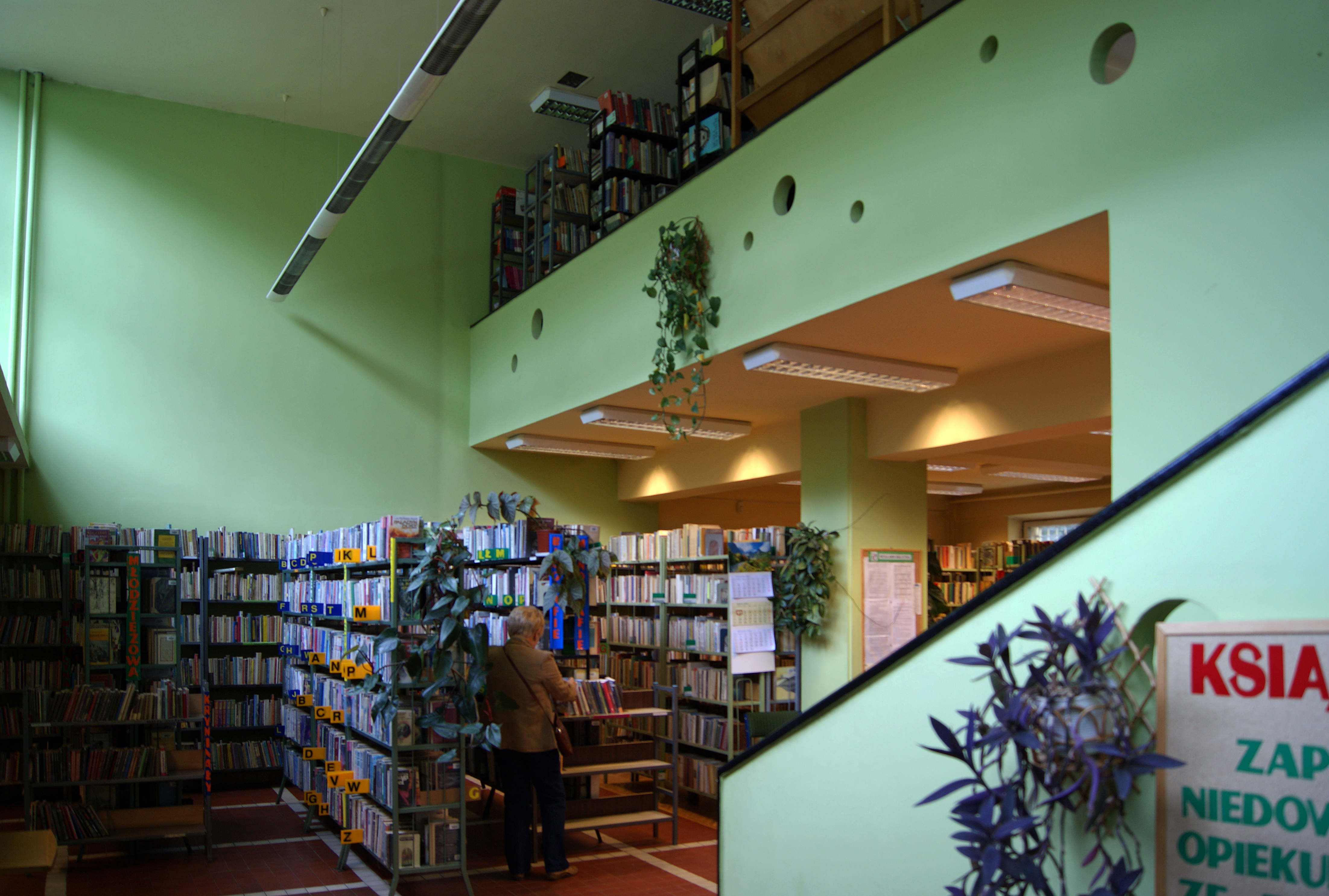
os. Zgody 7 Biblioteka Kraków (wnętrze, przed remontem, filii nr 56)
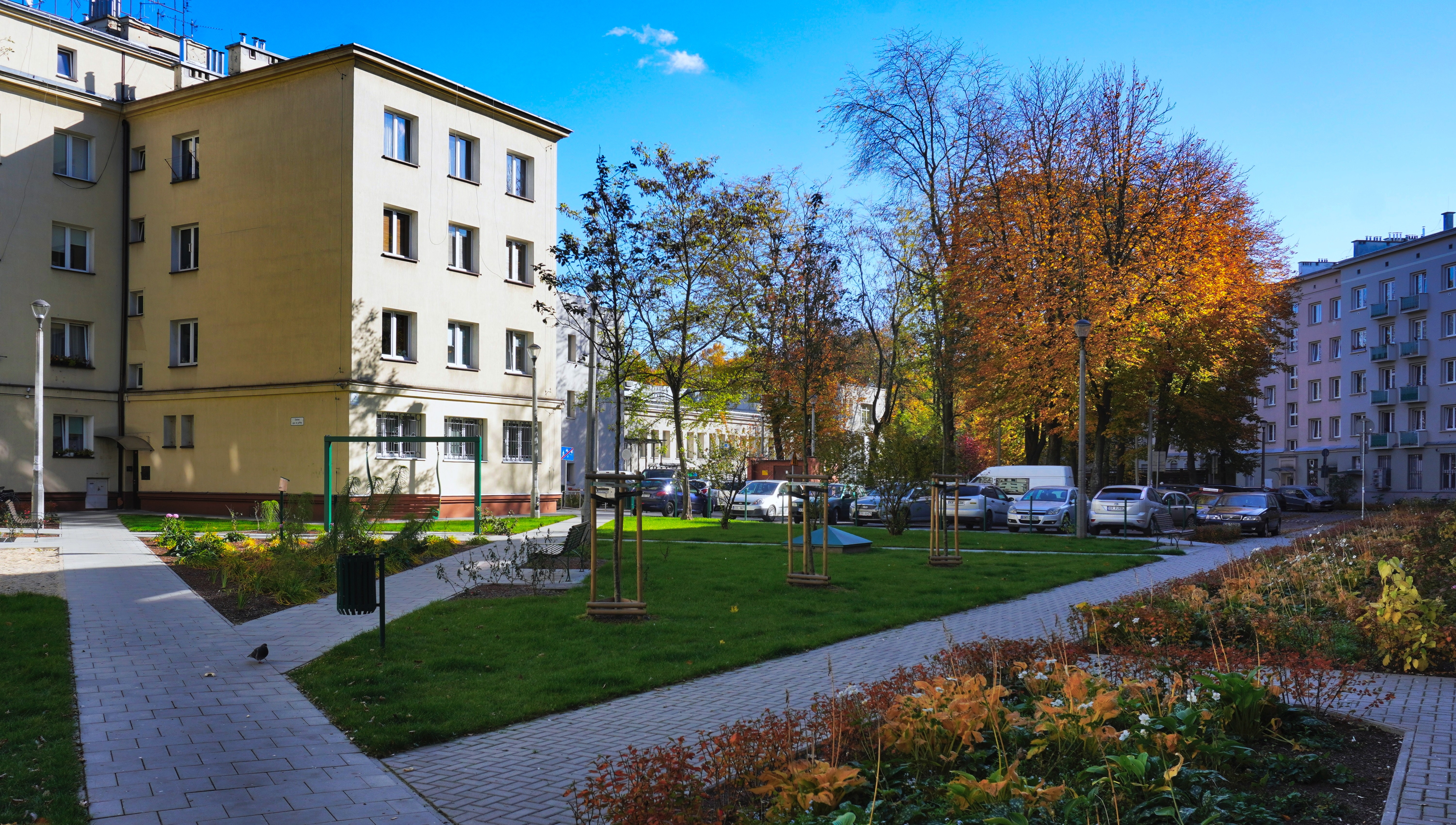
Wnętrze osiedla, zieleniec, bloki 1 i 4
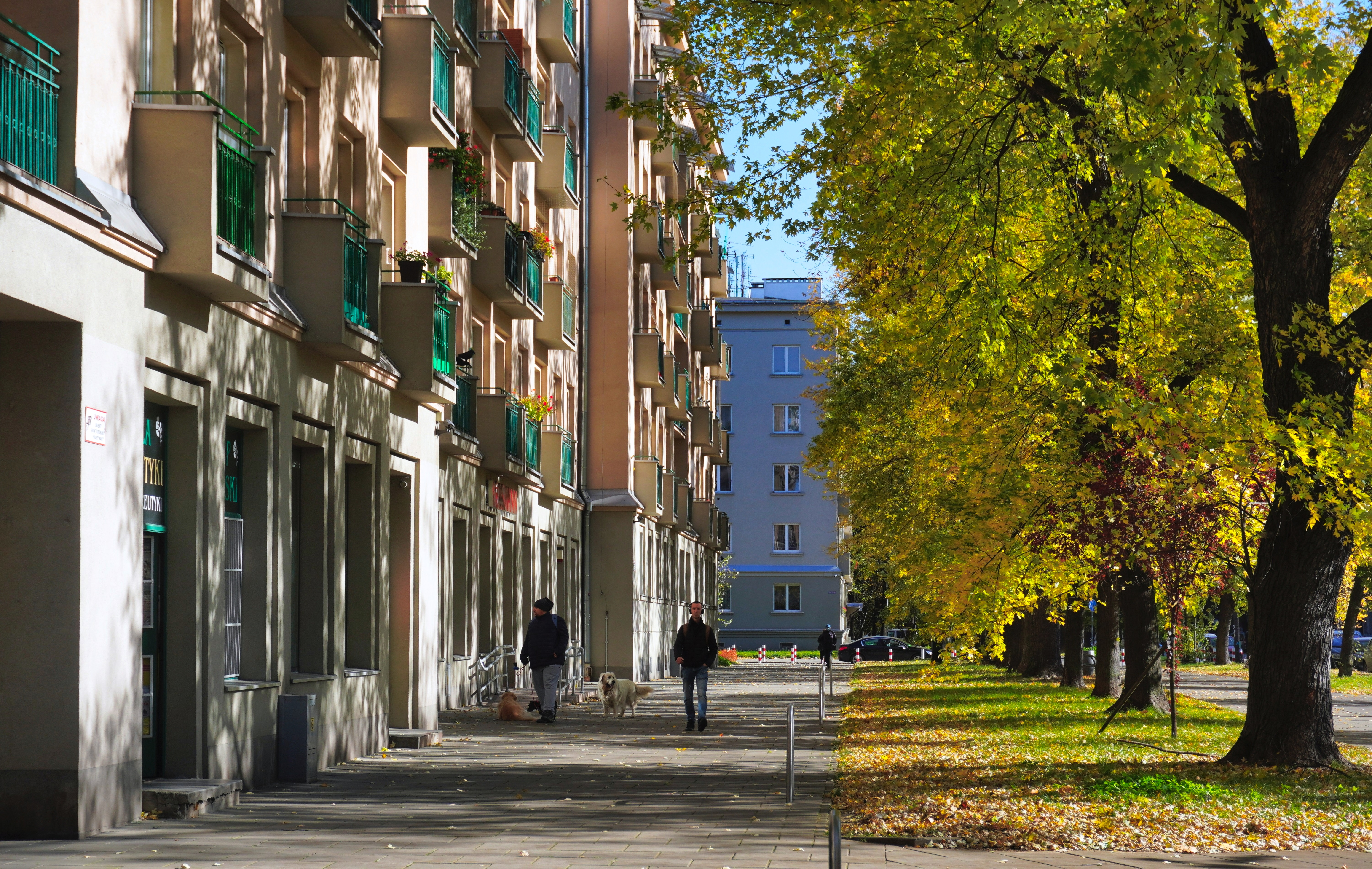
Widok od alei Przyjaźni (os. Zgody 4 i 5)
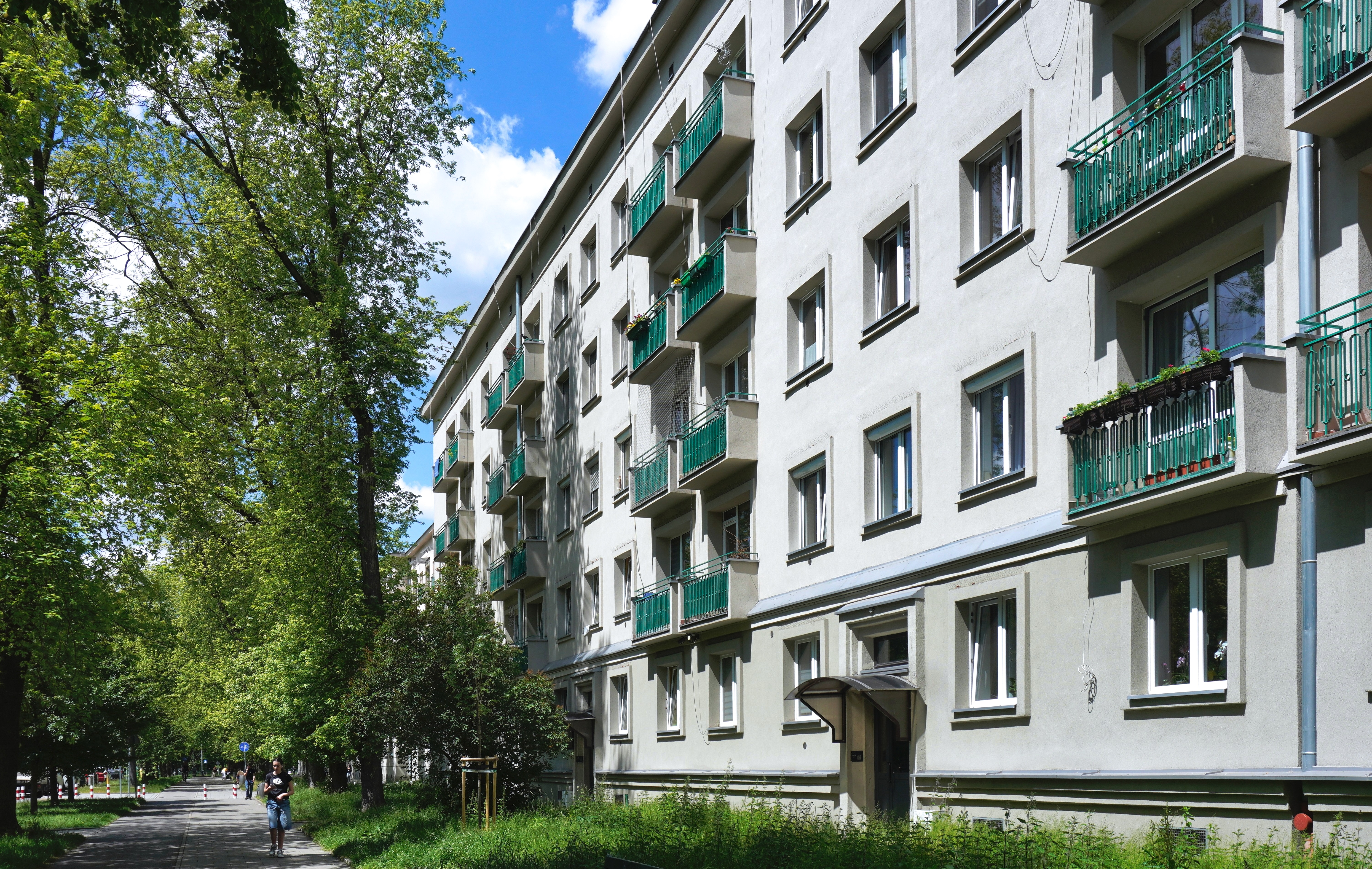
Południowa strona osiedla, widok od alei Przyjaźni (os. Zgody 5)